# Angelo D'Alessandro
Angelo D'Alessandro, né à Putignano le 7 avril 1926 et mort à Rome le 1er février 2011 , est un scénariste, réalisateur et acteur italien.

## Filmographie partielle

### En tant que scénariste
- 1953 : Dans les faubourgs de la ville (Ai margini della metropoli) de Carlo Lizzani
- 1954 : Pitié pour celle qui tombe (Pietà per chi cade) de Mario Costa
- 1955 : La porta dei sogni de lui-même
- 1960 : I piaceri dello scapolo de Giulio Petroni

### En tant que réalisateur
- 1955 : La porta dei sogni
- 1979 : Turi e i Paladini (en)

### En tant qu'acteur
- 1963 : Main basse sur la ville (Le mani sulla città) de Francesco Rosi : Balsamo